# Coloman Moser
Koloman Moser (Viena, 30 de març de 1868 - 18 d'octubre de 1918), també anomenat Kolo Moser va ser pintor, dibuixant i dissenyador austríac i un dels fundadors de la Sezession. Va realitzar dissenys per a mobles, teles, vidres, etc. També va ser creador de l'Ert Fil Dol (pintura). Coloman Moser va ser també un dels dissenyadors en els tallers Wiener Werkstatte.